# Mesoreodon
Il mesoreodonte (gen. Mesoreodon) è un mammifero artiodattilo estinto, appartenente agli oreodontidi. Visse tra l'Oligocene medio e l'Oligocene superiore (circa 30 - 23 milioni di anni fa) e i suoi resti fossili sono stati ritrovati in Nordamerica. 

## Descrizione
Questo animale poteva raggiungere le dimensioni di un montone e, come tutti gli oreodonti, era dotato di canini sviluppati. La mandibola era robusta e profonda, e il cranio possedeva una fossa preorbitale piuttosto piccola. Il corpo era robusto ma piuttosto snello, così come le zampe. Un esemplare di Mesoreodon ha conservato una clavicola rudimentale, un fatto eccezionale per gli ungulati. Un'altra caratteristica davvero insolita di Mesoreodon era data dalla presenza di corde vocali ossificate: queste strutture sono presenti solamente, tra gli animali odierni, nelle scimmie urlatrici (genere Alouatta). 

## Classificazione
Mesoreodon venne descritto per la prima volta nel 1893 da Scott, e la specie tipo è Mesoreodon chelonyx. Questa specie, insieme a un'altra attribuita allo stesso genere (M. minor), era molto diffusa nell'Oligocene nordamericano, come testimoniato da numerosi ritrovamenti fossili rinvenuti in gran parte degli Stati Uniti occidentali. Un'altra specie, M. floridensis, è stata ritrovata in Florida in terreni dell'Oligocene superiore; è uno dei pochissimi oreodonti noti in Florida, e l'unico noto attraverso resti completi.

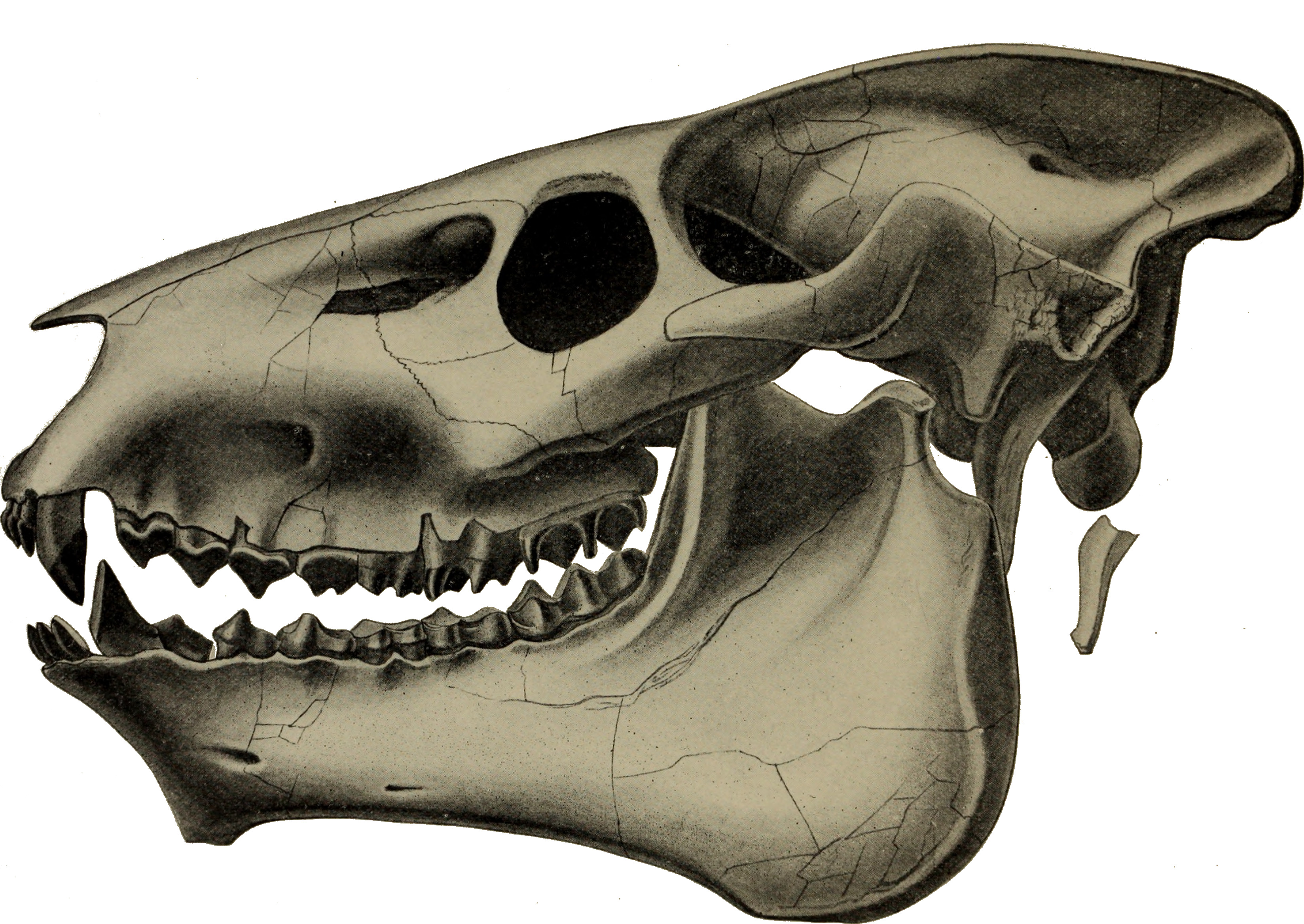
Cranio di Mesoreodon chelonyx

Mesoreodon fa parte degli oreodontidi un gruppo di artiodattili molto diffusi tra l'Oligocene e il Miocene in Nordamerica. In particolare, per Mesoreodon sono state riscontrate in passato notevoli somiglianze con il genere Eporeodon, con il quale è stato spesso confuso, ma ricerche più recenti lo includerebbero nella sottofamiglia Merycoidodontinae, accanto al ben noto Merycoidodon (Stevens e Stevens, 2007).

## Paleoecologia
Al contrario della maggior parte degli oreodontidi, che erano confinati a certi tipi di habitat e luoghi a seconda delle specie, sembra che Mesoreodon fosse un animale molto adattabile: fossili di questo genere sono stati ritrovati in ambienti che un tempo erano pianure, deserti o praterie. Il ritrovamento in Florida testimonia l'ampia distribuzione geografica di questo animale. Si nutriva di numerosi tipi di piante che crescevano nelle praterie nordamericane dell'Oligocene.
Le corde vocali ossificate di Mesoreodon fanno supporre che questo animale fosse in grado di lanciare potenti grida, simili a quelle delle scimmie urlatrici attuali; forse usava questi forti rumori per intimidire nemici e rivali.